# Conflict (serie televisiva)
Conflict è una serie televisiva statunitense in 20 episodi trasmessi per la prima volta nel corso di una sola stagione dal 1956 al 1957.
È il seguito di Warner Brothers Presents, una serie a rotazione andata in onda nella stagione precedente (1955-1956). È una serie di tipo antologico in cui ogni episodio rappresenta una storia a sé. Gli episodi sono storie di genere vario. Si alternò settimanalmente con la serie Cheyenne. Tra gli interpreti Charles Bronson nel ruolo di Brodsky in due episodi.

## Produzione
La serie fu prodotta da Warner Bros. Pictures e Warner Bros. Television e girata negli studios della Warner Brothers a Burbank in California. Le musiche di alcuni episodi furono composte da David Buttolph.

### Registi
Tra i registi sono accreditati:
- Walter Doniger in 6 episodi (1956-1957)
- Leslie H. Martinson in 4 episodi (1957)
- Roy Del Ruth in 3 episodi (1956)
- Douglas Heyes in 2 episodi (1957)
- John Rich in 2 episodi (1957)

### Sceneggiatori
Tra gli sceneggiatori sono accreditati:
- Roy Huggins in 3 episodi (1956-1957)
- Howard Browne in 3 episodi (1957)
- James Gunn in 2 episodi (1956-1957)
- Frederick Brady in 2 episodi (1957)

## Distribuzione
La serie fu trasmessa negli Stati Uniti dal 18 settembre 1956 all'11 giugno 1957 sulla rete televisiva ABC.

## Episodi
| Stagione       | Episodi | Prima TV USA |
| -------------- | ------- | ------------ |
| Prima stagione | 20      | 1956-1957    |